# 746

## Nașteri
- dată necunoscută: Mohammed al-Fazari astromom și matematician persan (d. 806)